# Sangenaroïta
La sangenaroïta és un mineral de la classe dels sulfurs. Rep el nom de la mina San Genaro, al Perú, la seva localitat tipus.

## Característiques
La sangenaroïta és una sulfosal de fórmula química Ag₈(Sb8-xAsx)SΣ16. Va ser aprovada com a espècie vàlida per l'Associació Mineralògica Internacional l'any 2019, i encara resta pendent de publicació. Cristal·litza en el sistema monoclínic.
L'exemplar que va servir per a determinar l'espècie, el que es coneix com a material tipus, es troba conservat a les col·leccions mineralògiques del Museu d'Història Natural de Viena (Àustria), amb el número de catàleg: o 1090.

## Formació i jaciments
Va ser descoberta a la mina San Genaro, situada al districte de Castrovirreyna, dins la província homònima (Huancavelica, Perú). Aquest indret és l'únic a tot el planeta on ha estat descrita aquesta espècie mineral.